# Noviciado (metropolitana di Madrid)
Noviciado è una stazione della linea 2 della metropolitana di Madrid.
Si trova sotto alla calle de San Bernardo tra le vie Noviciado e Reyes, nel distretto Centro.
Si tratta di una stazione di interscambio con la stazione di Plaza de España. Le due stazioni sono collegate tramite una galleria che permette di spostarsi da una stazione all'altra in pochi minuti senza bisogno di risalire in superficie.

## Accessi
Vestibolo Ministerio de Justicia
- Ministerio de Justicia: Calle de San Bernardo 45 (al lato del Ministerio de Justicia)

Vestibolo Noviciado aperto dalle 6:00 alle 21:40
- Noviciado: Calle de San Bernardo 51 (angolo con Calle del Noviciado)